# Elena Gallego Abad
Elena Gallego Abad (Teruel, 27 de mayo de 1969) es una periodista y escritora española.

## Trayectoria
Se crio en Verín. Se inició cómo periodista en 1987 en la emisora de Radio Ourense, perteneciente a la Cadena SER. Hasta 1999 trabajó en otras emisoras como Radio Minuto Santiago (Ondas Galicia), Radio Popular Ourense (Cadena Cope), Voz de Galicia Radio (Verín) y Onda Cero Ourense (Uniprex).
Entre 1994 y 1996 colaboró como redactora y fotógrafa para los periódicos La Voz de Galicia y La Región. En 1999 pasó a trabajar en el Faro de Vigo en las delegaciones de Orense y Pontevedra. Desde 2002 a 2013 trabajó en la delegación de ese medio en Cangas. Fue conferenciante y articulista en medios como Diario de Pontevedra, con diversos reportajes en la revista Luzes. Impartió talleres de escritura creativa, entre ellos Pontevedra Ficción.
Pertenece al Colegio Oficial de Periodistas de Galicia (representante territorial en Pontevedra) y a la Federación Internacional de Periodistas. Fue pregonera de las Fiestas de la Virgen del Carmen de Marín 2015 y de la Feria del Libro de Verín 2018.
Se inició cómo escritora con la trilogía de novelas juveniles Dragal I, la herencia del dragón, publicada en abril de 2010 (11.ª edición en 2019); Dragal II. La metamorfosis del dragón (2011, 4.ª ed. en 2019); Dragal III. La fraternidad del dragón (2012, 2.ª ed. en 2019). En 2015 comenzó una nueva trilogía con Dragal IV. A estirpe del dragón y Dragal V. O Segredo do dragón (2019).
El Proyecto Dragal es una iniciativa multimedia con base en la trilogía literaria Dragal. La productora gallega Ficción Producciones apostó por desarrollar un ambicioso proyecto que incluye la acomodación de la saga literaria a formatos con una clara vertiente tecnológica: adaptación al cine, creación de videojuegos para varias plataformas o montaje de un cómic.
En 2014 publicó la novela policial Sete caveiras, que en 2019 ya iba por la 6.ª edición. Con O xogo de Babel (2017) explora otro género de la literatura para adultos.

## Obra literaria

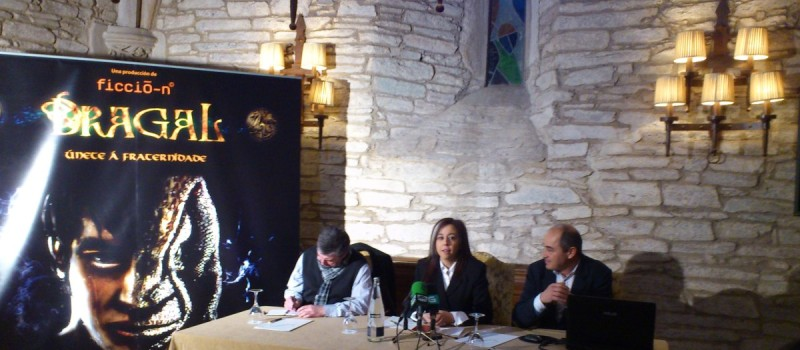
Manuel Bragado, Elena Gallego y Julio Casal, el 20 de marzo de 2013 en la presentación multimedia de Dragal.

### Literatura infantojuvenil
- Dragal I: La herencia del dragón (2015). Anaya (traducción de la autora). 232 págs., ISBN 978-84-678-7096-1.[10]
  - Dragal I. A herdanza do dragón (2010). Xerais. 264 páxs. ISBN 978-84-9914-134-3. ePub: ISBN 978-84-9914-547-1.[11] (Original en gallego)
  - Traducido al catalán en 2014 como Dragal I. L'herència del Drac en Pagès Editors (228 págs., ISBN: 978-84-9975-514-4).[12]
  - Traducido al inglés también en 2014 cómo Dragal I: The Dragon's Inheritance, por Jonathan Dunne, en Small Stations (216 págs. ISBN: 978-954-384-031-1).[13]

- Dragal II: La metamorfosis del dragón (2015). (Traducción de la autora). Anaya. 288 págs. ISBN 978-84-678-7168-5[14]).
  - Dragal II. A metamorfose do dragón (2011). Xerais. 360 páxs. ISBN 978-84-9914-221-0. ePub: ISBN 978-84-9914-658-4.[15] (Original en gallego)
  - Traducido al catalán en 2015 cómo Dragal II. La metamorfosi del drac en Pagès Editors (314 págs., ISBN: 978-84-9975-573-1).[16]
  - Traducido al inglés en 2015 cómo Dragal II: The Dragon´s Metamorphosis, en Small Stations, 280 págs. ISBN 978-954-384-042-7.[17]
- Dragal III: La fraternidad del dragón (2016). (Traducción de la autora). Anaya (288 pags. ISBN 978-84-698-0894-8 ).[18]
  - Dragal III. A fraternidade do dragón (2012). Xerais. 320 págs., ISBN 978-84-9914-270-8. ePub: ISBN 978-84-9914-659-1.[19]  (Original en gallego)
- Dragal IV. A estirpe do dragón (2015). Xerais. 360 págs. ISBN 978-84-9914-837-3. ePub: ISBN 978-84-9914-843-4.[20] (En gallego)
- Dragal V. O segredo do dragón (2019). Xerais. 400 págs. ISBN 978-84-9121-540-0.[21] (En gallego)

### Narrativa
- Sete Caveiras (2014). Xerais. 200 págs. ISBN 978-84-9914-569-3. EPub: ISBN 978-84-9914-637-9.[22] (En gallego)
- O xogo de Babel (2017). Xerais. 200 págs. ISBN 978-84-9121-185-3. ePub: ISBN: 978-84-9121-215-7.[23] (En gallego)

## Premios
- Premio de Periodismo Xosé Aurelio Carracedo de la Diputación Provincial de Orense en el apartado de Medios Audiovisuales en el 1998, por la producción y realización del programa A Fiestra, de Onda Cero Ourense.
- Finalista del IV Premio Caixa Galicia de Literatura Juvenil en el 2009, por Dragal, la herencia del dragón.
- Premio Frei Martín Sarmiento en la categoría de 1.º y 2.º de la ESO del 2012, por Dragal.
- En 2017 ganó el  II premio de relatos cortos O Cabaleiro da Vila de Bouzas (Vigo) con la obra A Promesa.[24]